# Universidad de Adelaida
La Universidad de Adelaida (en inglés: University of Adelaide) es una universidad pública de investigación ubicada en Adelaida, Australia Meridional, Australia. Fundada en 1874, es la tercera universidad más antigua de Australia. El campus principal de la universidad se encuentra en North Terrace, en el centro de Adelaida, junto a la Galería de Arte de Australia Meridional, el Museo de Australia Meridional y la Biblioteca Estatal de Australia Meridional.
La universidad tiene cuatro campus, tres en Australia Meridional: North Terrace en la ciudad, Roseworthy en Roseworthy y Waite en Urrbrae, y uno en Melbourne, Victoria. La universidad también opera desde otras zonas como Thebarton, el Centro Nacional del Vino en las Tierras del Parque de Adelaida, y en Singapur a través del Centro Educativo Ngee Ann-Adelaida.
La Universidad de Adelaida se compone de tres facultades, cada una de las cuales contiene escuelas constituyentes. Se trata de la Facultad de Ciencias, Ingeniería y Tecnología (SET), la Facultad de Salud y Ciencias Médicas y la Facultad de Artes, Negocios, Derecho y Economía (ABLE). Es miembro del Grupo de los Ocho y de la Asociación de Universidades de la Mancomunidad. También es miembro de las universidades Sandstone, compuestas en su mayoría por universidades de la época colonial en Australia.
La universidad está asociada con cinco premios Nobel, que constituyen un tercio del total de premios Nobel de Australia, y 114 becarios Rhodes. La universidad ha tenido un impacto considerable en la vida pública de Australia Meridional, ya que ha formado a muchos de los principales empresarios, abogados, profesionales de la medicina y políticos del estado. La universidad ha estado asociada a muchos logros y descubrimientos notables, como el descubrimiento y desarrollo de la penicilina, el desarrollo de la exploración espacial, la protección solar, el tanque militar, el Wi-Fi, los billetes de polímero y la cristalografía de rayos X, y el estudio de la viticultura y la enología.

## Historia

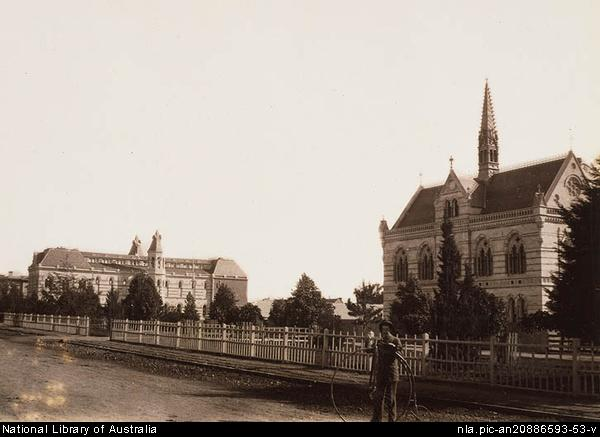
Foto del edificio Mitchell, Universidad de Adelaida, datada de 1882.

La Universidad de Adelaida se fundó el 6 de noviembre de 1874 tras una donación de £20 000 por parte del ganadero y minero del cobre Walter Watson Hughes, junto con el apoyo y las donaciones de Thomas Elder.
El primer rector de la universidad fue Sir Richard Hanson, y el primer vicerrector Augustus Short. El primer título que se ofreció fue el de Bachelor of Arts, y la universidad comenzó a impartir clases en marzo de 1876. John Davidson fue el primer profesor Hughes de literatura inglesa y filosofía mental y moral.
La universidad tiene una larga historia de defensa de los derechos de la mujer en la enseñanza superior. Fue la segunda universidad del mundo anglosajón (después de la Universidad de Londres, 1878) en admitir a mujeres en igualdad de condiciones que los hombres (1881), aunque las mujeres estudiaron junto a los hombres desde el inicio de las clases en 1876 y podían optar en igualdad de condiciones a todos los premios y honores académicos. Su primera licenciada fue Edith Emily Dornwell, que también fue la primera persona en Australia en recibir el título de licenciatura en ciencias. La universidad también graduó a la primera mujer cirujana de Australia, Laura Fowler. Ruby Davy fue la primera mujer australiana en doctorarse en música. La universidad también fue la primera en elegir a una mujer para un consejo universitario en Australia, Helen Mayo, en 1914.
El gran vestíbulo de la universidad, Bonython Hall, se construyó en 1936 tras una donación del propietario del periódico The Advertiser, Sir John Langdon Bonython, que dejó 40 000 libras para un gran vestíbulo para la universidad.

### SigloXXI
En junio de 2018, la Universidad de Adelaida y la Universidad de Australia Meridional iniciaron conversaciones sobre la posibilidad de una fusión. La propuesta fue descrita como la formación de una "superuni" por Steven Marshall y Simon Birmingham, pero la fusión se canceló en octubre de 2018. En 2022, el tema de una fusión volvió a ser planteado por el nuevo gobierno dirigido por Peter Malinauskas, que propuso crear una comisión para investigar la posibilidad de una fusión de la Universidad de Australia Meridional, la Universidad de Adelaida y la Universidad Flinders. Las opiniones del personal se dividieron por igual en torno a la idea de la comisión.
La idea vuelve a estar oficialmente sobre la mesa, ya que ambas universidades han acordado trabajar en un estudio de viabilidad. La nueva universidad propuesta se llamaría Universidad de Adelaida y abriría sus puertas en 2026, con el objetivo de convertirse en la mayor universidad australiana para estudiantes nacionales.

## Organización
La universidad está dividida en tres facultades, frente a las cinco que había en 2022. Esto se debe a la fusión de la Facultad de Artes con la Facultad de Profesiones y de la Facultad de Ciencias con la Facultad de ECMS (Ingeniería, Informática y Ciencias Matemáticas). Cada facultad se compone de varias escuelas constituyentes:

### Facultad de Ciencias Médicas y de la Salud
- Facultad de Medicina de Adelaida
- Facultad de Odontología de Adelaida
- Escuela de Enfermería de Adelaida
- Escuela de Salud Pública
- Escuela de Psicología
- Escuela de Ciencias y Prácticas Afines de la Salud
- Escuela de Biomedicina
- Escuela Clínica Rural de Adelaida

### Facultad de Ciencias, Ingeniería y Tecnología
- Escuela de Agricultura, Alimentación y Vino
- Facultad de Ciencias Físicas
- Escuela de Ciencias Biológicas
- Escuela de Ciencias Animales y Veterinarias
- Escuela de Petróleo y Recursos Energéticos
- Escuela de Ingeniería Química y Materiales Avanzados
- Escuela de Ingeniería Civil, Medioambiental y Minera
- Escuela de Informática
- Escuela de Ingeniería Eléctrica y Electrónica
- Escuela de Ciencias Matemáticas
- Escuela de Ingeniería Mecánica
- Escuela de Arquitectura y Entorno Construido

### Facultad de Artes, Empresa, Derecho y Economía
- Escuela de Negocios de Adelaida
- Facultad de Derecho de Adelaida
- Conservatorio Elder de Música
- Facultad de Humanidades
- Facultad de Educación
- Facultad de Ciencias Sociales
- Facultad de Economía y Políticas Públicas

- Centro Nacional de Estudios sobre Lenguas y Música Aborígenes (NCALMS)

### Wirltu Yarlu
La universidad tiene una larga historia de educación indígena, estableciendo sus primeros cursos formales en el Centro de Estudios Aborígenes en Música (CASM) en 1972. Wirltu Yarlu es una unidad separada, que es "responsable de comprometerse con y reclutar a aborígenes e isleños del Estrecho de Torres, así como de proporcionar apoyo a los estudiantes durante su tiempo como estudiantes".

## Rankings
La Universidad de Adelaida figura sistemáticamente entre las 150 mejores universidades internacionales según el Academic Ranking of World Universities, el QS World University Rankings, el Times Higher Education World University Rankings y el U.S. News & World Report, lo que la sitúa con seguridad en el 1 % de las mejores universidades del mundo. La Universidad de Adelaida ocupa el puesto 90 en la Clasificación Agregada de las Mejores Universidades de 2022.

## Alumnos y profesores ilustres
- William Henry Bragg
- William Lawrence Bragg
- John Maxwell Coetzee
- Howard Florey
- Julia Gillard
- Robin Warren
- Ghil'ad Zuckermann